# Фрейзер, Джон
Джон Александр Фрейзер (англ. John Alexander Fraser; 15 декабря 1881, Гамильтон, Онтарио — 8 мая 1959) — канадский футболист, чемпион летних Олимпийских игр 1904.
На Играх 1904 в Сент-Луисе Фрейзер выступал за сборную Канады. Проведя два матча, он занял первое место и выиграл золотую медаль.